# Ingrīda Strupoviča-Blūma
Ingrīda Strupoviča-Blūma (13 augustus 1936) is een voormalig Sovjet basketbalspeelster.

## Carrière
Strupoviča begon haar carrière bij TTT Riga van 1958 tot 1968. Met TTT won ze acht Sovjet-kampioenschappen in 1960, 1961, 1962, 1963, 1964, 1965, 1967 en 1968. Ook won ze acht Europese Cup-titels 1960, 1961, 1962, 1964, 1965, 1966, 1967 en 1968. In 1969 stapte ze over naar Lokomotīve Riga. In 1971 stopte ze met basketbal.

## Erelijst
- Landskampioen Sovjet-Unie: 8
  - Winnaar: 1960, 1961, 1962, 1963, 1964, 1965, 1967, 1968
- EuroLeague Women: 8
  - Winnaar: 1960, 1961, 1962, 1964, 1965, 1966, 1967, 1968